# あんじょうやりや
「あんじょうやりや」は、日本の歌手である沢田研二の60枚目のシングルである。
1995年11月29日に東芝EMIのイーストワールドレーベルより発売された。

## 解説
- 同年発売のアルバム『sur←』の先行シングル。タイトルは関西地方の方言で「うまくやりなさい（塩梅良くやりなさい）」の意味。沢田の出身地である京都の方言が全編を貫く作品（なお沢田は出生地は鳥取）。
- 編曲をシングルでは「6番目のユ・ウ・ウ・ツ」以来の共演となる白井良明が担当、後々まで続くコンビネーションの復活となった。
- 沢田の例年のツアーでは、アルバム名がそのままタイトリングされることが多いが、この年のツアーは『sur←』ではなく『あんじょうやりや』がタイトルとなった。

## 収録曲
1. あんじょうやりや
  - 作詞:西尾佐栄子／作曲:野田晴彦／編曲:白井良明
2. 恋がしたいな
  - 作詞:覚和歌子／作曲:吉田光／編曲:大村憲司